# Île du Talus
L'île du Talus est une île sur la Seine, en France, appartenant administrativement à Vernon, en Normandie.

## Description
L'île, inhabitée et recouverte d'arbres, mesure environ 60 mètres de longueur sur 40 mètres de largeur.
Elle est située à proximité du pont Clemenceau.

## Historique
L'île du Talus est connue pour avoir soutenu les piliers du pont, construit par le roi Philippe Auguste vers 1200,.
Elle est indissociable du site naturel classé constitué notamment du Vieux-Moulin en rive droite de la Seine  Site classé (1943),,.
Elle est parfois abusivement nommée « Île Maurice », confusion facilitée depuis la destruction de cette dernière dans les années 1950.